# Warzone (The Wanted)
Warzone è un brano musicale pop della boy band britannica The Wanted, estratto come quarto singolo dall'album Battleground il 26 dicembre 2011. Il video musicale prodotto per il brano è stato presentato il 10 novembre 2011, ed è stato girato a New York da Director X.

## Tracce
- Digital download[3]

1. Warzone - 3:38
2. Warzone (Basto! Remix) - 5:40
3. Animal (BBC Radio 1 Live Lounge Session) - 4:22
4. Warzone (BBC Radio 1 Live Lounge Session) - 3:34
5. Warzone (Music Video)

- CD singolo[4]

1. Warzone - 3:38
2. The Way I Feel - 3:24

## Classifiche
| Classifica (2011) | Posizione più alta |
| ----------------- | ------------------ |
| Irlanda           | 27                 |
| Regno Unito       | 18                 |
| Scozia            | 21                 |